# Petrovice, Rakovník
Petrovice là một làng thuộc huyện Rakovník, vùng Středočeský, Cộng hòa Séc.